# Varietat topològica
En matemàtiques, una  varietat topològica  és un espai topològic que localment tindrà l'estructura topològica de {\displaystyle \mathbb {R} ^{n}}, en un sentit precisat més avall. D'aquesta manera una varietat heretarà moltes de les propietats locals de l'espai euclidià, però no les globals. Caldrà afegir condicions globals a la definició per evitar l'aparició d'exemples considerats patològics.
Així, si només exigim la condició de ser localment euclidià, apareixeran espais no Hausdorff o exemples d'espais que no verifiquen el segon axioma de numerabilitat i no són metritzables (com la línia llarga o la superfície de Prüfer). Per evitar tot això, solen incloure dues condicions més en la definició de varietat topològica.

## Definició formal
Una  varietat topològica  de dimensió n és un espai topològic {\displaystyle {\mathcal {M}}} al qual exigirem:
1. Ser  localment euclidià  (és a dir per a cada punt {\displaystyle x\in {\mathcal {M}}} hi ha un obert U, entorn de x, homeomorf mitjançant {\displaystyle \phi :U\rightarrow V} a un obert V de {\displaystyle \mathbb {R} ^{n}}).
2. Ser Hausdorff ({\displaystyle t_{2}\,}).
3. Verificar el segon axioma de numerabilitat (ANII).

Observacions sobre la definició:
- Com hem esmentat abans, la condició 2) és necessària, ja que 1) no implica 2). Encara que en alguns casos apareixen varietats no Hausdorff (espais en total d'un feix), normalment els autors assumeixen la condició 2).

- Hi ha autors que no inclouen la condició 3), en aquest cas es perden algunes propietats desitjables, com a ésser Metritzables, ja que per a un espai que verifiqui només 1) i 2) són equivalents:
  - Cada component de {\displaystyle {\mathcal {M}}} és ANII.
  - {\displaystyle {\mathcal {M}}} és metritzable.
  - {\displaystyle {\mathcal {M}}} és paracompacte.

- Un teorema de Whitney ens diu que en cas d'incloure 2) i 3) en la definició de varietat, llavors la nostra idea de varietat topològica coincidirà amb la de subvarietat d'algun {\displaystyle \mathbb {R} ^{d}}.

## Cartes i funcions de transició
La condició de ser localment euclidià garanteix que per cada punt de la varietat hi ha un obert  U  que el conté i un Homeomorfisme {\displaystyle \phi :U\rightarrow V\subset \mathbb {R} ^{n}} amb un obert de R  n .
Del parell  (U, φ)  diem que és una ' carta  d  M . Aquesta carta ens permetrà assignar coordenades als punts de la varietat que conté l'obert  U .
En cas de poder assignar coordenades mitjançant dues cartes  (U  1 , φ  1 )  i  (U  2 , φ  2 )  que es solapin, és natural plantejar-se el canvi d'un sistema de coordenades a un altre per als punts de {\displaystyle U_{1}\cap U_{2}}. Aquest canvi es realitza mitjançant l'homeomorfisme
{\displaystyle \phi _{2}\circ \phi _{1}^{-1}:\phi _{1}(U_{1}\cap U_{2})\rightarrow \phi _{2}(U_{1}\cap U_{2})}
D'aquest Homeomorfisme en diem que és una  funció de transició ,  canvi de cartes  o  canvi de coordenades  de  M .
Es defineixen noves varietats a l'exigir que el canvi de cartes verifiqui certes propietats. Així, si demanem que el canvi de cartes sigui diferenciable (resp. holomorfa) obtindrem les varietats diferenciables (resp. complexes).

## Propietats
- Una varietat topològica no té per què ser connexa, però és connexa si i només si és connexa per camins.